# Non Phixion

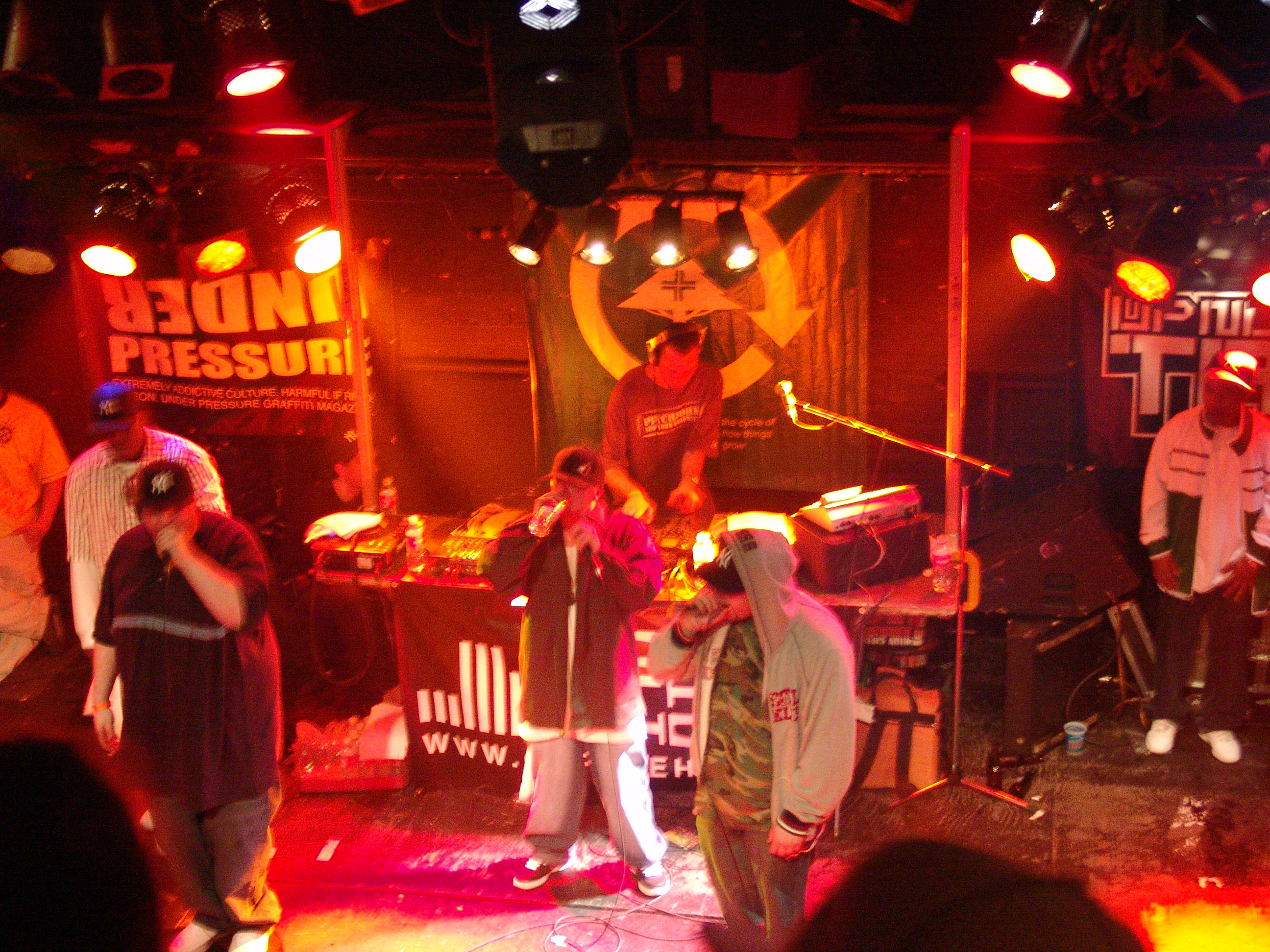
Non Phixion

Non Phixion var en hiphopgrupp startad 1995 i Brooklyn, New York. Gruppen bestod av 5 medlemmar: Ill Bill, Necro, Goretex, Sabac Red, MC Serch samt DJ Eclipse. Första skivan, Legacy b/w No Tomorrow, släpptes 1995 på Serchlite Records.
Efter tidigare skivkontrakt med Matador och Geffen Records skapade de sitt eget oberoende skivbolag, Uncle Howie Records. 23 april 2002 släppte gruppen sitt debutalbum The Future Is Now på sitt eget bolag. Den 6 april 2004 släpptes The Green CD/DVD, en samling av sällsynta låtar, konserter och intervjuer.